# Alberto G. Valdeavellano
Alberto G. Valdeavellano (Ciudad de Guatemala, 5 de agosto de 1861 - ibídem, 16 de julio de 1928) fue el primer fotógrafo de paisajes y deportivo de Guatemala.

## Biografía
Poco se sabe de la familia Valdeavellano y de su vida personal. Sus padres contrajeron matrimonio el 25 de octubre de 1851 y procrearon siete hijos, el cuarto de los cuales fuera Alberto G. Valdeavellano. Habiendo crecido y realizado su educación en la época liberal posterior a 1871 se desarrolló en él una actitud anticlerical y una posición agnóstica muy frecuente en la juventud de aquella etapa. 
Cursó estudios de segunda enseñanza en el Instituto Nacional Central para Varones hacia 1879, en donde fue compañero de estudios de Rafael Spínola, quien luego sería director de La Ilustración Guatemalteca y La Idea Liberal y quien lo describió en 1896 como un artista que se dedicaba a dibujar a sus compañeros y catedráticos durante las clases.
Aparte de su habilidad artística como dibujante y pintor que le hicieron tratar de unir estas cualidades con la técnica fotográfica, -señalando una característica que se repite bastante en la historia de la fotografía en Guatemala, particularmente a fines del siglo xix y principios del xx-.  Valdeavellano aprendió su profesión con Emilio Herbruger, dueño para entonces -1880- de la Fotografía Imperial, en donde fue compañero de aprendizaje de Juan J. de Jesús Yas y Luis de la Riva Ruiz. Posteriormente trabajó con Eduardo J. Kildare en el Palacio de Artes, cuando este fotógrafo norteamericano dejó de trabajar con el ya aludido Herbruger. 
Hacia la última década del siglo xix trabajó como fotógrafo con la firma Fernández y Valdeavellano con el nombre de «El Siglo XX».  Para entonces su residencia estaba en una casa de estilo morisco en la Ciudad de Guatemala a donde llegaban la sociedad guatemalteca a retratarse, y parte de su trabajo era publicado en La Ilustración Guatemalteca.
Luego de un viaje a Europa, su estudio pasó a convertirse en El Arte Nuevo, a principios del siglo xx. Posteriormente, ya en los últimos años de su vida activa como fotógrafo creó una nueva compañía, llamada "Valdeavellano y Bolaños", firma que existió hasta su muerte en 1928.

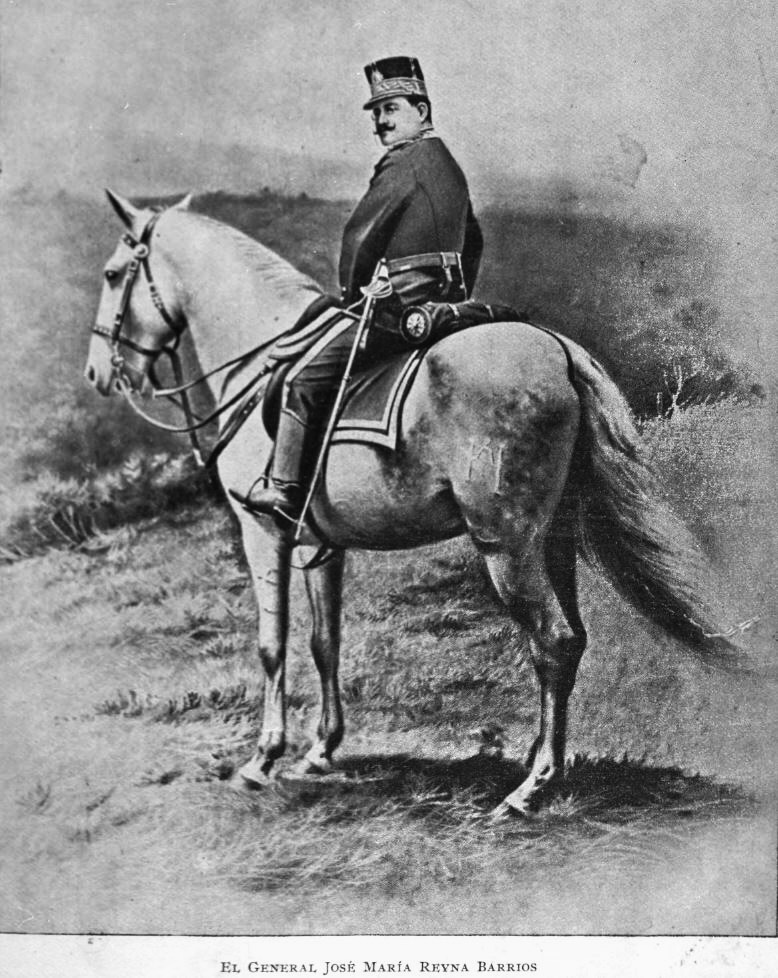
Primera fotografía instantánea elaborada en Guatemala. Obra de Valdeavellano el 28 de junio de 1896.  Muestra al entonces presidente de Guatemala, general José María Reyna Barrios mientras observa ejercicios militares en el Campo de Marte.
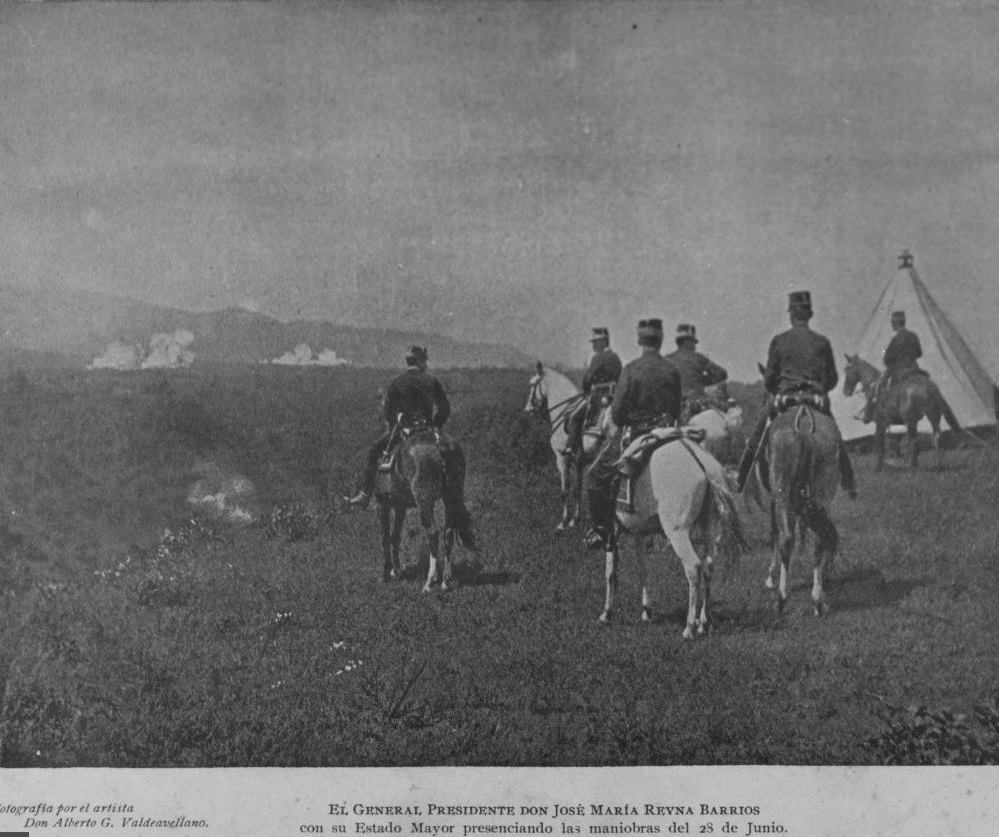
Otra fotografía de los ejercicios del 28 de junio de 1896. Esta muestra al general Reyna Barrios junto con los miembros de su Estado Mayor.
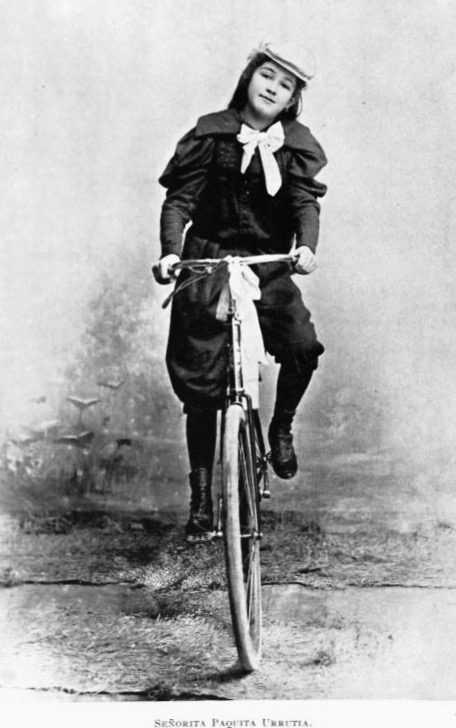
Señorita Paquita Urrutia, una de las primeras aficionadas al ciclismo en Guatemala; era hija del ingeniero Claudio Urrutia, uno de los constructores del mapa en Relieve de Guatemala.  Fotografía deportiva de Valdeavellano de 1896.
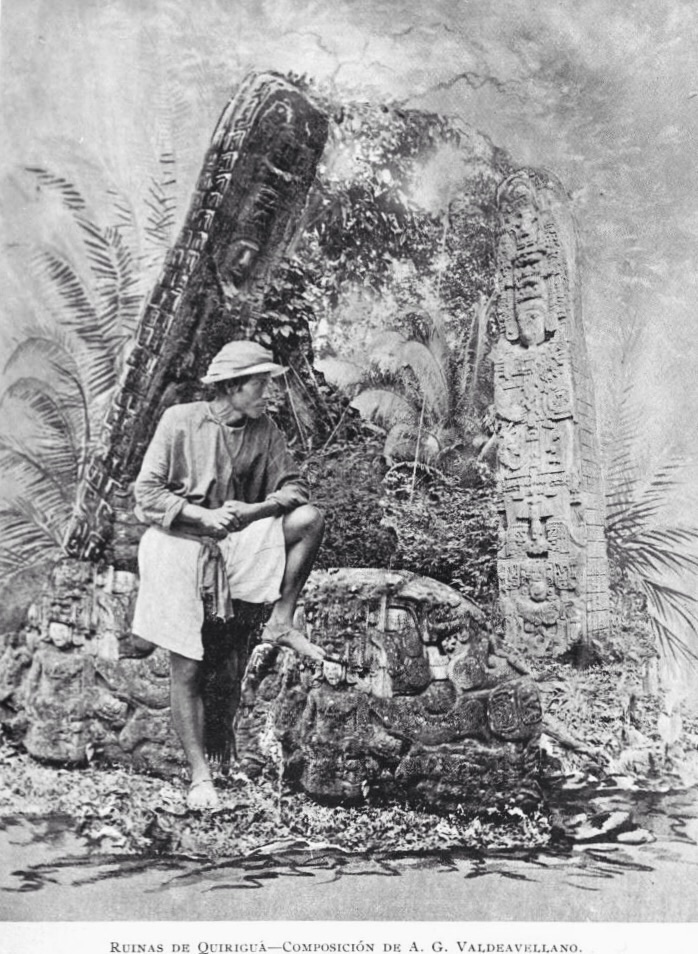
Composición fotográfica de las ruinas de Quiriguá de 1896.

Valdeavellano fue un versátil fotógrafo profesional que lo hizo ser el más popular como retratista de los estratos medio y alto de la ciudad de Guatemala, que acaso fue lo que hicieron alcanzar más fama en la época de su mayor actividad profesional. Fue asimismo el primer fotógrafo deportivo de Guatemala pues dejó constancia de los inicios de la actividad ciclística de Guatemala en las publicaciones que hizo en La Ilustración Guatemalteca entre 1896 y 1897. Para el primer número de dicha publicación realizó la primera toma instantánea el 28 de junio de 1896, captando la efigie del general José María Reyna Barrios, presidente entonces de la república, observando desde su caballo unas maniobras militares en las que se ve en acción el fuego de la artillería.

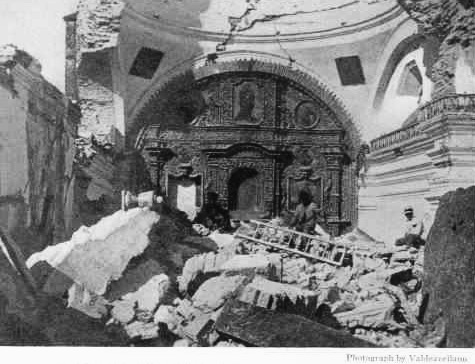
Ruinas del Cerrito del Carmen, fotografía tomada por Valdeavellano y publicada en la National Geographic Magazine en 1919.

Viajó incansablemente por toda Guatemala captando el paisaje rural, tanto por los caminos carreteros como siguiendo vías férreas; lo mismo retratando los monumentos de la época colonial que los de la época prehispánica, particularmente el importante sitio maya de Quiriguá. Rescató las imágenes de Guatemala a través de sus lentes fotográficos, y las divulgo extraordinariamente, tanto a nivel nacional como internacional, gracias a la reproducción impresa, mediante postales y fotografías panorámicas de las principales ciudades del país que, de manera que las fotografías de este tipo de la Ciudad de Guatemala, Quetzaltenango, la Antigua Guatemala y Amatitlán, tomadas por Valdeavellano, fueron muy conocidas entre los guatemaltecos de su época.
También resulta interesante mencionar la reproducción de tipos urbanos populares, en la que aparecen lo mismo jóvenes y adolescentes, que sorprendidos en una pose característica, pronuncian o aluden a una expresión coloquial guatemalteca e inclusive fotografía a pordioseros conocidos en el ámbito urbano de Guatemala, como "la mosquita" que de alguna manera incorporara como idea el premio Nobel de literatura de 1967 Miguel Ángel Asturias en su novela El Señor Presidente.
La calidad de su trabajo fue reconocida por la prestigiosa revista científica estadounidense National Geographic Magazine que reprodujo una fotografía suya de las ruinas del Cerrito del Carmen tras los terremotos de 1917-1918.

## Muerte
Falleció en su misma ciudad natal el 16 de julio de 1928, como consecuencia de una enfermedad hepática, en su propia casa de habitación, situada en la 4a. calle Oriente No. 26, frente a la Iglesia de Santa Teresa. Valdeavellano murió soltero y sin hijos pero su afecto familiar lo volcó hacia sus hermanos y sobrinos.